# Бібліографія Фредерика Пола

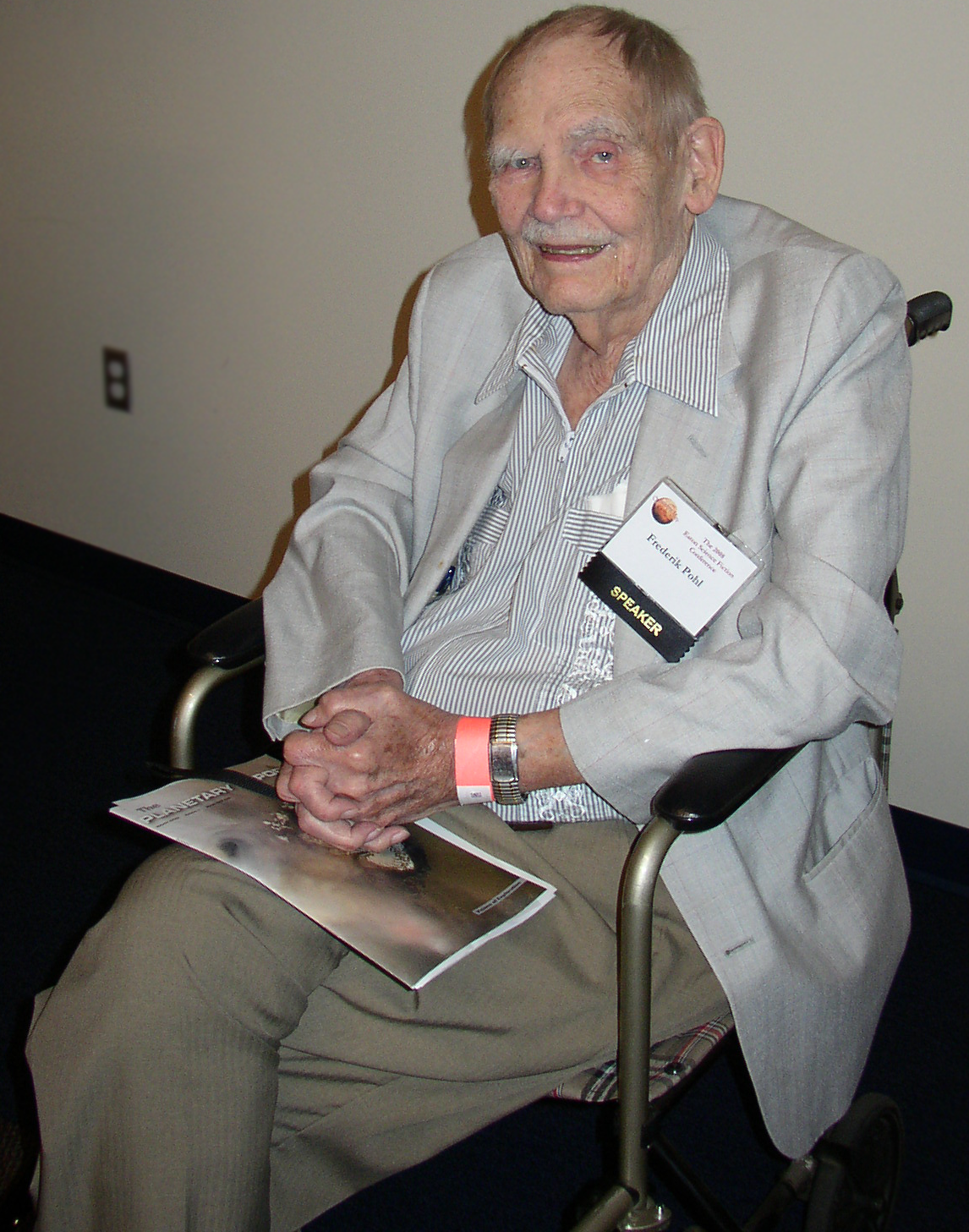
Фредерик Пол у 2008 році

На цій сторінці наведено перелік творів американського письменника-фантаста і футуриста Фредерика Пола.

### Цикли
- Підводна трилогія (Undersea Trilogy) (з Джеком Вільямсоном):
  - Підводний пошук (Undersea Quest, 1954)
  - Підводний флот (Undersea Fleet, 1956)
  - Підводне місто  (Undersea City, 1958)

- трилогія «Дитя зірок» (з Джеком Вільямсоном)
  - Рифи космосу (The Reefs of Space) (1964)
  - Дитя зірок (Starchild, 1965)
  - Мандрівна зоря (Rogue Star) (1969)

- Гічі (Heechee):
  - Торговці Венери (The Merchants of Venus, 1972) (повість в The Gold at the Starbow's End)
  -  Брама (Gateway, 1976) (переможець премій Неб'юла та Г'юго)
  - За блакитним обрієм подій  (Beyond the Blue Event Horizon, 1980)
  - Побачення з хічі (Heechee Rendezvous, 1985)
  - Сувої хічі (Annals of the Heechee, 1987)
  - Подорож до Брами (The Gateway Trip, 1990)
  - Хлопець, що прагнув жити вічно (The Boy Who Would Live Forever: A Novel of Gateway, 2004)

- трилогія Есхатон (Eschaton):
  - Інший кінець часу[en] (The Other End of Time, 1996)
  - Облога вічності[en] (The Siege of Eternity, 1997)
  - Далекий берег часу[en] (The Far Shore of Time, 1999)

- Венера Інк. (Venus, Inc.):
  - Торговці космосом (The Space Merchants, 1953) з Сирілом Корнбласом
  - Війна торговців (The Merchants' War, 1984)

- Марс (Mars):
  - Людина з плюсом (Man Plus, 1975) (переможець Премії Неб'юла за найкращий роман)
  - Марс з плюсом (Mars Plus, 1994) (with Thomas T. Thomas)

- дилогія «Сага зозулі[en]» (Saga of Cuckoo) (з Джеком Вільямсоном):
  - Найдальша зоря (Farthest Star, 1975)
  - Стіна навколо зорі[en] (Wall Around A Star, 1983)

### Інші романи
- Шукати небо[en] (Search the Sky, 1954) з Сирілом Корнбласом
- Гладіатор в законі (Gladiator at Law, 1955) з Сирілом Корнбласом
- Переважний ризик (Preferred Risk, 1955) (з Лестером Дель Реєм)
- Корабель рабів[en] (Slave Ship, 1956)
- Вовче прокляття (Wolfbane, 1957) з Сирілом Корнбласом
- Хода п'яниці (Drunkard's Walk, 1960)
- Чума пітонів (A Plague of Pythons, 1964) (also called Demon in the Skull)
- Епоха нерішучості (The Age of the Pussyfoot, 1965)
- Джем: Створення утопії (Jem, 1980)
- Крута війна (The Cool War, 1981)
- Дріжжання (Syzygy, (1981)
- Зоряний вибух[en] (Starburst, 1982)
- Роки міста[en] (The Years of the City, 1984)
- Схід чорної зірки (Black Star Rising, 1985)
- Пришестя квантових котів (The Coming of the Quantum Cats (1986)
- Страх (Terror, 1986)
- Край землі[it] (Land's End, 1988) (з Джеком Вільямсоном)
- День, коли прийшли марсіани (The Day The Martians Came, 1988)
- Нарабедла Лімітед[en] (Narabedla Ltd., 1988)
- Повернення додому[en] (Homegoing, 1989)
- Світ наприкінці часу[en] (The World at the End of Time, 1990)
- Кількістю перевищуючи живих (Outnumbering the Dead, 1990)
- Зупинка на повільному році[en] (Stopping at Slowyear, 1991)
- Співаки часу (The Singers of Time, 1991) (з Джеком Вільямсоном)
- Копальні Оорта[es] (Mining the Oort, 1992)
- Голоси неба (The Voices of Heaven, 1994)
- О, піонер! (O Pioneer!, 1998)
- Остання теорема (The Last Theorem, 2008) (з Артуром Кларком)
- Під горою (All the Lives He Led , 2011)

## Твори короткої форми
- Тунель під світом (The Tunnel under the World, 1955)

### Автобіографічні книги
- Яким було майбутнє (The Way the Future Was) (1978)

### Інші нехудожні книги
- Тіберій (Tiberius (1960) (під псевдонімом Ернст Мейсон)
- Практична політика (Practical Politics 1972 (1971)
- Чорнобиль (Chernobyl, 1987)
- Наша дика Земля (Our Angry Earth (1991) (з Айзеком Азімовим)
- Чарівна наука: наука як глядацький спорт (Chasing Science: Science as Spectator Sport) (2000)